# Rautujärvet (Karesuando socken, Lappland, 756807-179247)
Rautujärvet är en sjö i Kiruna kommun i Lappland och ingår i Torneälvens huvudavrinningsområde. Rautujärvet ligger i Pessinki fjällurskog Natura 2000-område.